# Конти (Равицький повіт)
Конти (пол. Kąty, нім. Lindenhof) — село в Польщі, у гміні Равич Равицького повіту Великопольського воєводства.
Населення — 76 осіб (2011).
У 1975-1998 роках село належало до Лешненського воєводства.

## Демографія
Демографічна структура станом на 31 березня 2011 року:
|          | Загалом | Допрацездатний вік | Працездатний вік | Постпрацездатний вік |
| -------- | ------- | ------------------ | ---------------- | -------------------- |
| Чоловіки | 36      | 9                  | 20               | 7                    |
| Жінки    | 40      | 7                  | 26               | 7                    |
| Разом    | 76      | 16                 | 46               | 14                   |